# Rawson (Chubut)
Rawson is een plaats in het Argentijnse bestuurlijke gebied Rawson in de provincie Chubut. De plaats telt 33.601 inwoners (2013).
Rawson ligt aan de National Route 3, circa 1,360 kilometer ten zuiden van Buenos Aires en circa 20 kilometer van Trelew. Het vliegveld is het Almirante Marco Andrés Zar Airport in Trelew. Playa Unión, Rawson's strand ligt 6 km van het centrum.
Er zijn twee kleine musea in Rawson. Het City Museum en het Don Bosco Museum. Ook is er de General San Martín Zoo.
Ten zuiden ligt Punta Tombo.